# Irene Vilar
Maria Irene Lima de Matos Vilar, conocida como Irene Vilar (Matosinhos, 1931 - Oporto, 12 de mayo de 2008), fue una escultora portuguesa.
Alumna de Bellas Artes en la Universidad de Oporto.
Viaja a España, Suiza y Francia con una beca de la Fundación Calouste Gulbenkian

## Obras
Trabajó la escultura monumental así como el grabado de medallas con formas irregulares.
Entre sus más conocidas obras de Irene Vilar se incluyen:
- El Universo (4 +3), que puede verse en el Parque Nova de Sintra, en Oporto.
- Máscara de  Guilhermina Suggia[1]
- Monedas conmemorativas de 2 euros que conmemora la Presidencia de Portugal de la Unión Europea en el segundo semestre de 2007[2]
- O Mensageiro - El mensajero; bronce en Oporto[3]
- Efigie de Fernando Pessoa, bronce en Ixelles , Bélgica.[4]

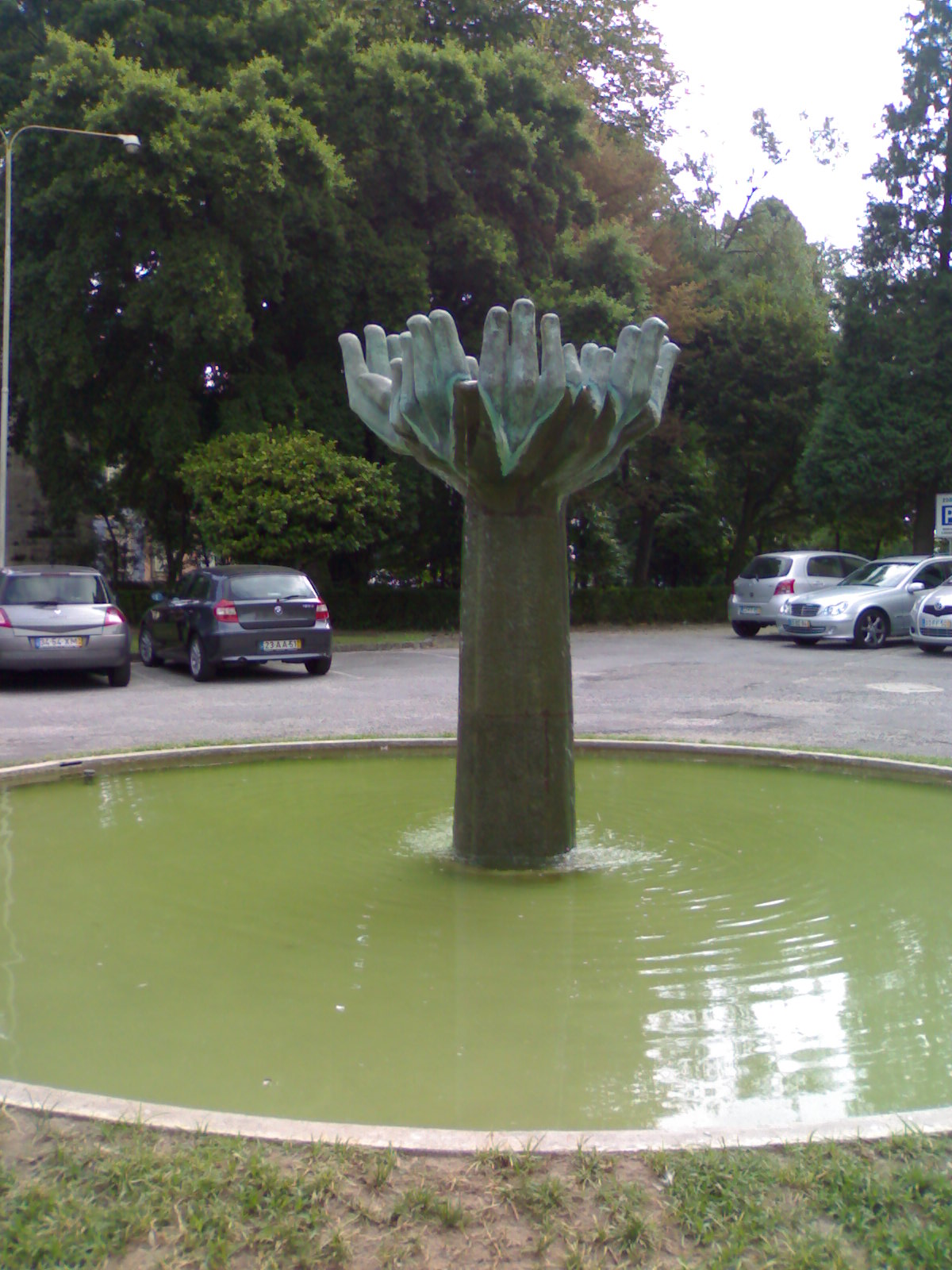
El Universo (4 +3)
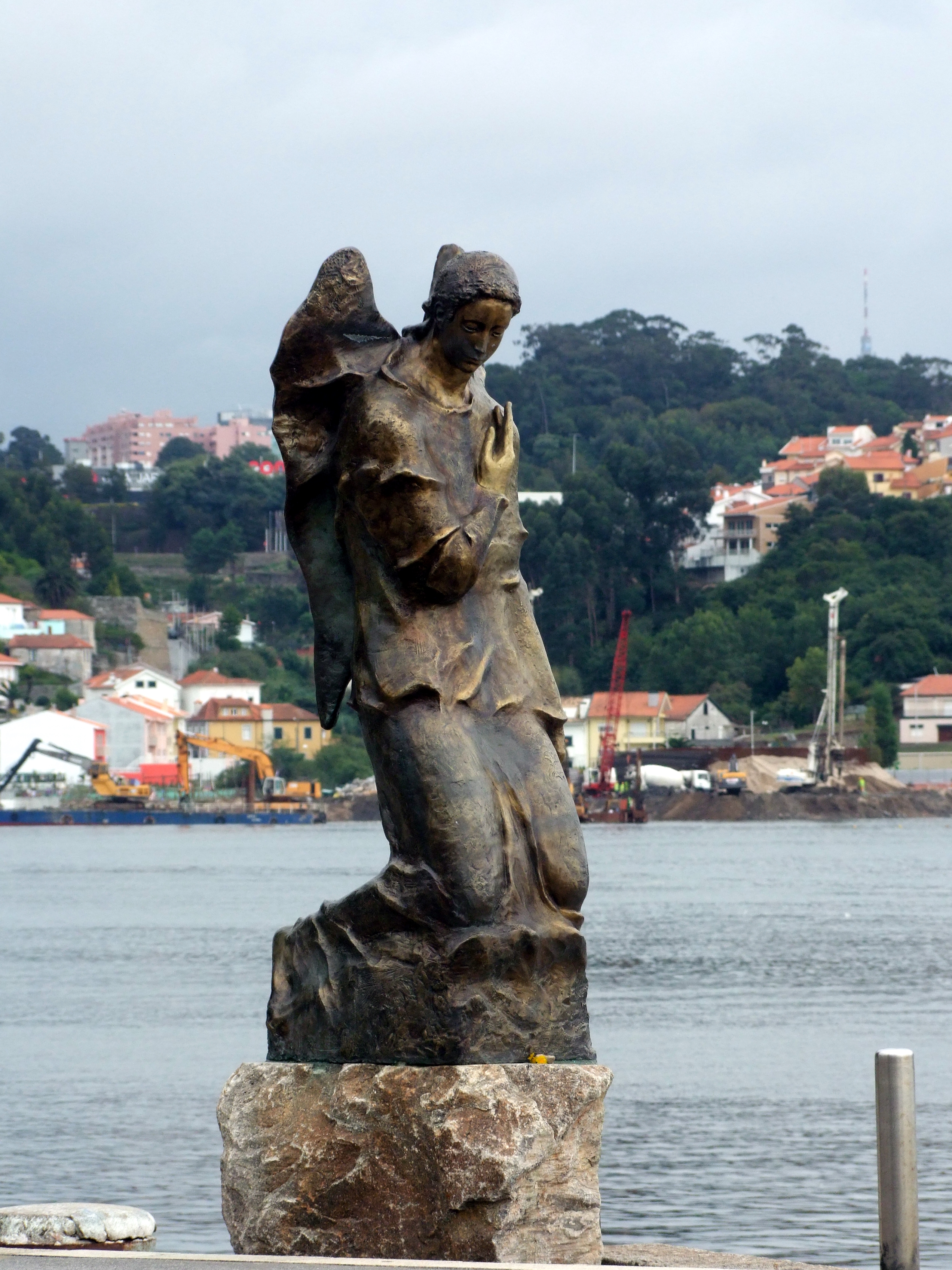
Mensageiro (Porto)
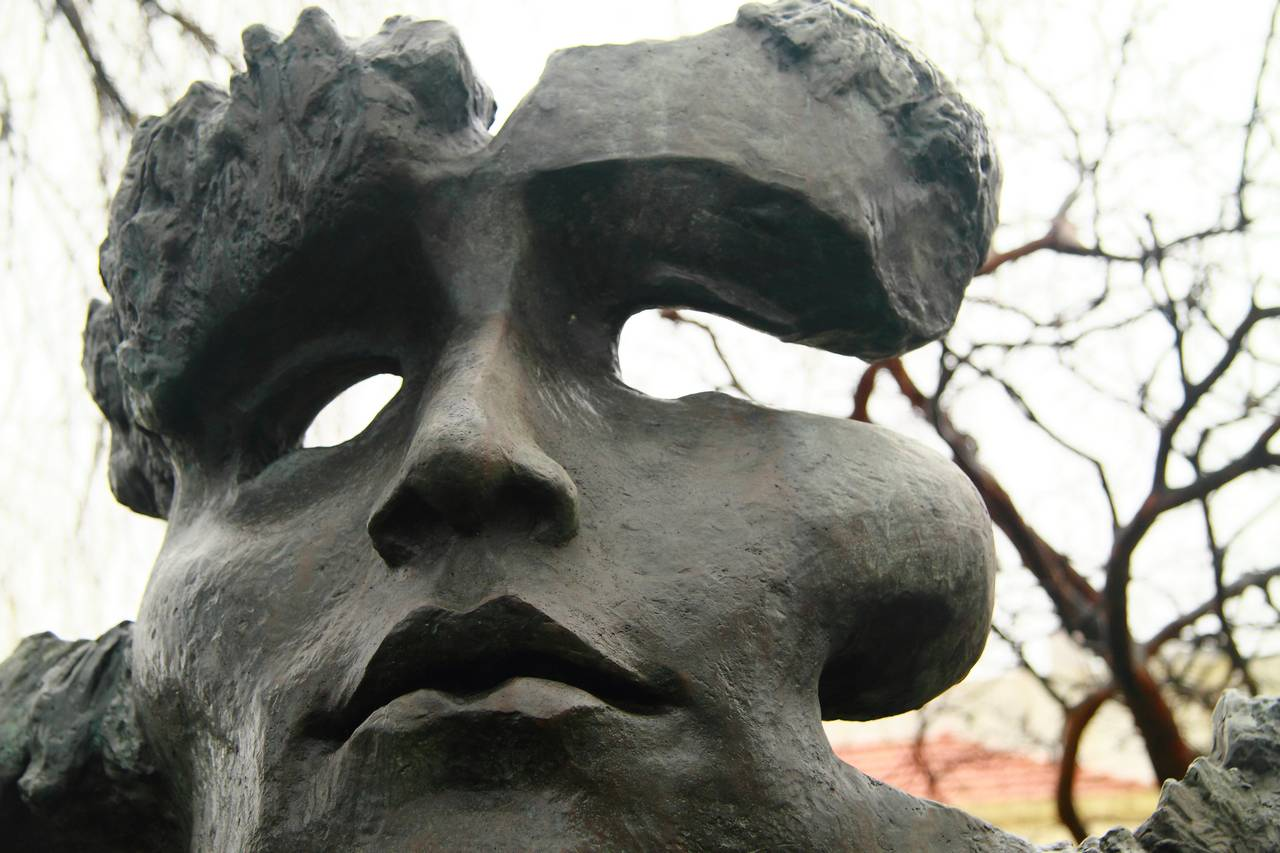
Florbela Espanca
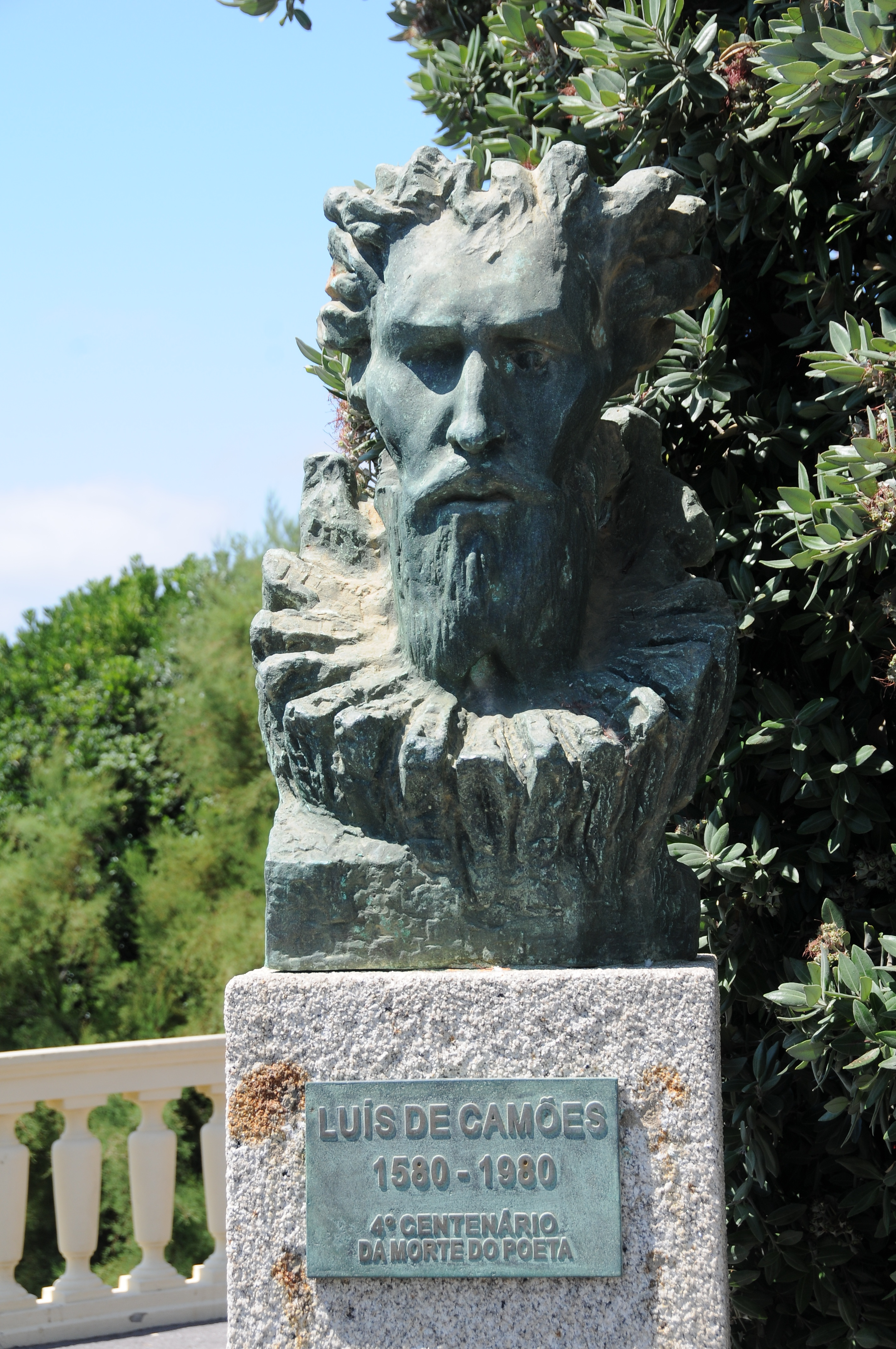
Camões (Porto)
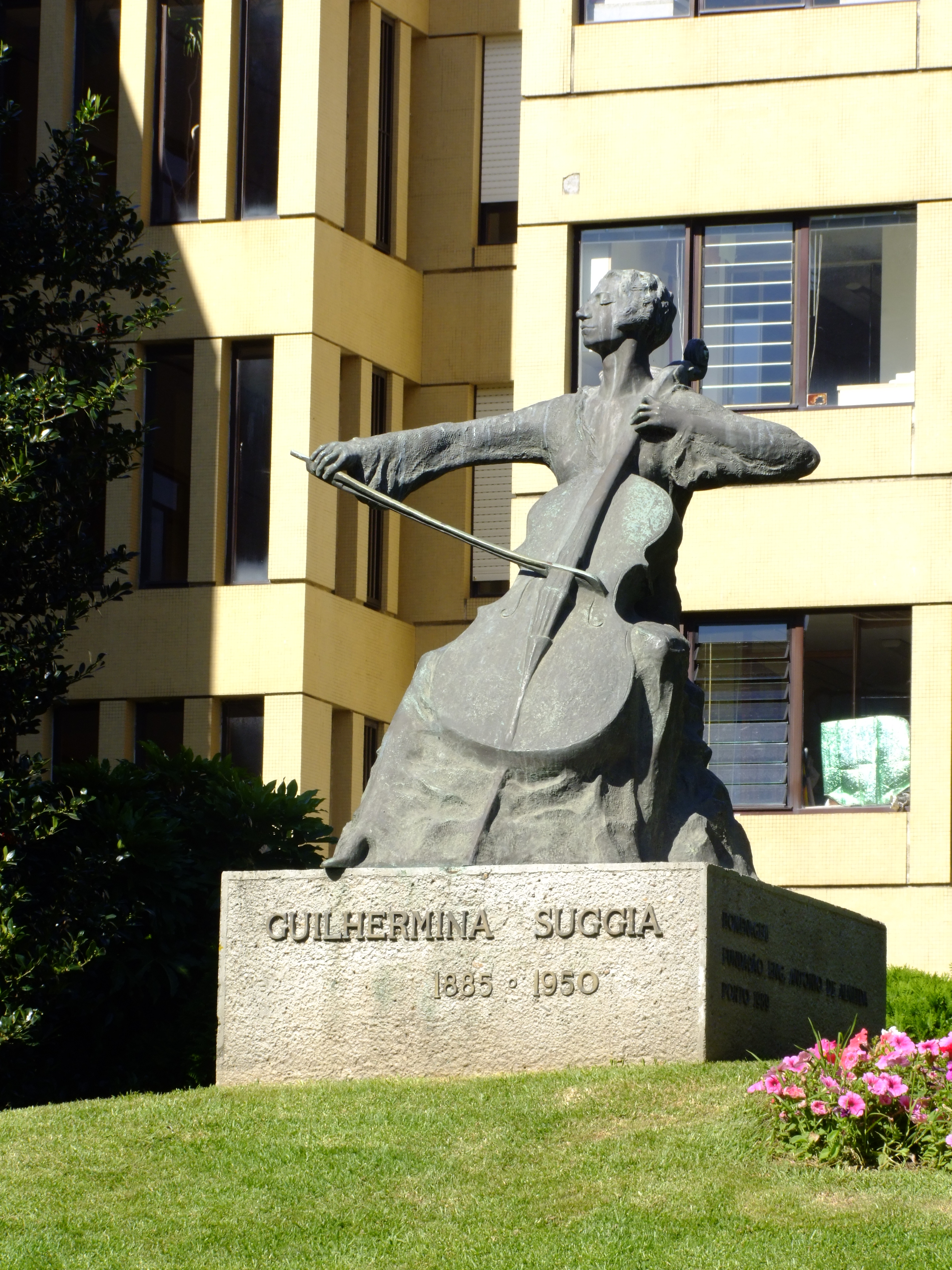
Guilhermina Suggia (Porto)